# Nasierszyca brzozówka
Nasierszyca brzozówka, nasierszyca różnobarwna (Endromis versicolora) – gatunek motyla z rodziny nasierszycowatych (Endromidae), występujący w Eurazji od Syberii poprzez północną i środkową Europę aż po Pireneje. W Polsce jest jedynym przedstawicielem nasierszycowatych.
Jest to gatunek na ogół pospolicie spotykany od marca do maja w całej Polsce, w lasach liściastych i lasach mieszanych, na zrębach i w zagajnikach brzozowych. Widoczny dymorfizm płciowy: u samców tło skrzydeł pomarańczowo-brunatne, u samic biało-brunatne. Rozpiętość skrzydeł u samców 55–62 mm, u samic 70–85. Gąsienice rozwijają się na wielu gatunkach drzew i krzewów liściastych preferując brzozy, olsze, lipy i leszczyny. Samce wykazują aktywność w godzinach popołudniowych przy słonecznej pogodzie.